# Río Tulija
Río Tulija är en ort i Mexiko.   Den ligger i kommunen Salto de Agua och delstaten Chiapas, i den sydöstra delen av landet, 800 km öster om huvudstaden Mexico City. Río Tulija ligger 73 meter över havet och antalet invånare är 524.
Terrängen runt Río Tulija är huvudsakligen kuperad, men åt nordväst är den platt. Runt Río Tulija är det ganska glesbefolkat, med 45 invånare per kvadratkilometer. Närmaste större samhälle är Belisario Domínguez, 13,9 km nordost om Río Tulija. I omgivningarna runt Río Tulija växer i huvudsak städsegrön lövskog.